# 林清耀
林清耀（Perry Lim Cheng Yeow），新加坡华人，中将军衔退伍，曾任新加坡武装部队三军总长，新加坡共和国陆军部队总长。

## 生平
林清耀早年在新加坡莱佛士书院念书，并于1991年荣获总统奖学金和武装部队海外奖学金。他前往英国剑桥大学研究机械工程学，毕业后获得文学士（第一荣誉）学位。2008年，他获得李光耀研究生奖学金，在新加坡设有分校的欧洲工商管理学院修读工商管理学，毕业后获得工商管理硕士学位。
林清耀于1990年12月加入新加坡武装部队，在陆军部队工作，1991年8月被任命为一名精卫兵军官。他所担任过的职务包括：第一精卫兵营營長（2003年－2005年）、第七步兵旅旅長（2009年）、第三师师长（2011年－2013年）和陆军总参谋长（2013年－2014年）。此外，他也曾在国防部担任过以下职务：三军策划与变革处处长、三军作战处国防政策司司长和副参谋长（作战）。林清耀也曾在2006年至2008年之间兼任教育部高等教育处主任，专负责与高等和技术教育有关的政策、规划和筹资，并监管私立教育。他在1998年到英国沃明斯特上由英国陆军举办的多兵种战术课程，并在2001年至2002年之间到美国陆军指挥参谋学院进修。2011年7月1日，林清耀的军衔升至准将。他在2013年担任新加坡国庆庆典执行委员会主席。2014年3月21日，林清耀接替拉文德·星当陆军总长。
林清耀在2015年8月18日接替黄志明担任三军总长，并在8月14日把陆军总长一职交给王赐吉。
林清耀已婚，有三个子女。他曾在2010年荣获行政功绩奖章 (银，武装部队)。